# نيوس سكوبوس (سيرري)
نيوس سكوبوس (Νέος Σκοπός) هي مدينة في سيرري في مقاطعة فوريا إلادا في اليونان.